# Mowana
Mowana est une ville du Botswana.